# Deutsche Nationalpartei (Tschechoslowakei)
Die  Deutsche Nationalpartei (DNP) wurde am 21. September 1919 in Olmütz gegründet. In ihr vereinigten sich deutsch-national gesinnte Bürger der neuentstandenen Tschechoslowakei. Sie stand überwiegend in der Tradition, teilweise auch in der personellen Kontinuität der Deutschradikalen Partei und der Deutschen Volkspartei in Österreich-Ungarn.
Im Ergebnis des Vertrages von Saint-Germain wurde den ca. 3,5 Millionen Sudetendeutschen in der Tschechoslowakei die Eingliederung der von ihnen bewohnten Gebiete nach Deutsch-Österreich bzw. in das Deutsche Reich verwehrt. Die Deutsche Nationalpartei kämpfte seit ihrer Gründung gegen diesen Beschluss durch jede Verweigerung konstruktiver Mitarbeit an den politischen Angelegenheiten.
Sie sah sich anfangs als Sammelbecken aller deutschstämmigen Bewohner des neuen Staates, konnte diesen Anspruch aber nie verwirklichen und wurde vor allem von städtischen bürgerlichen Schichten gewählt.
Erster Parteiobmann war der Komotauer Bürgermeister Ernst Storch, 1921 gefolgt von Gustav Doberauer.
Prägende Persönlichkeit und ab 1922 auch Parteiobmann war Rudolf Lodgman von Auen. Er konnte zunächst einen Großteil der sudetendeutschen Bevölkerung und auch Angehörige anderer deutscher Parteien auf die negativistische Politik verpflichten. Bei den Wahlen von 1920 erreichte die DNP 328.735 Stimmen (5,3 % der Stimmen) und 12 von 300 Mandaten im Abgeordnetenhaus sowie sechs Senatoren. Zusammen mit der Deutschen Nationalsozialistischen Arbeiterpartei (DNSAP), die 5 Mandate (und 2 Senatoren) erhielt, gründete Lodgman im Prager Parlament die „Deutsche Wahlgemeinschaft“, die immer wieder die Loslösung der deutschsprachigen Gebiete aus dem Staatsverband oder zumindest eine weitgehende Autonomie forderte.
Im Zuge der Konsolidierung der Tschechoslowakischen Republik während der zwanziger Jahre schwanden der Einfluss der DNP und der Lodgmans. Dieser versuchte, vor den Parlamentswahlen 1925 eine sudetendeutsche „Einheitsfront“ auf der Basis des Negativismus zu bilden, scheiterte damit jedoch.
Bei diesen Wahlen sank der Wähleranteil der DNP auf 3,4 %, was 10 Mandaten (und 5 Senatoren) entsprach. Lodgman sah dies als Absage an seine Politik und zog sich aus dem parlamentarischen Geschehen sowie vom Parteivorsitz zurück. Dieser wurde von Heinrich Brunar übernommen.
In dieser Wahlperiode, in der sich die aktivistischen Parteien – d. h. diejenigen, die sich mit der Existenz der Tschechoslowakei in ihrer gegebenen Form abfanden und über Regierungsbeteiligungen versuchten, die Situation der Sudetendeutschen zu verbessern – im Aufwind befanden, sank die Bedeutung der DNP weiter.
Von 1926 bis 1929 war Wilhelm Pleyer Gaugeschäftsführer der Deutschen Nationalpartei.
Bei den Parlamentswahlen von 1929 erreichte die Partei noch 2,5 % der Stimmen und 7 Mandate (6 von der DNP und 1 vom SdLB, mit dem eine gemeinsame Liste vereinbart worden war) aber kein Senator, woraufhin sich auch Brunar von der Parteiführung zurückzog, welche an den Bürgermeister von Aussig, Karl Schöppe, überging.
Im Zuge der Wahlerfolge der NSDAP im Deutschen Reich wurde die Existenz deutsch-national ausgerichteter Parteien wie der DNP und der DNSAP für die Tschechoslowakische Republik bedrohlich. Nach der „Machtergreifung“ Adolf Hitlers in Deutschland am 30. Januar 1933 plante die tschechoslowakische Regierung ein Verbot beider Parteien. Die DNP und die DNSAP kamen diesem Verbot am 3. Oktober 1933 durch Selbstauflösung zuvor.
Die DNP wurde 1935 wieder zugelassen und trat unter Otto Horpynka und Ernst Schollich zu den im gleichen Jahr stattfindenden Parlamentswahlen an, konnte jedoch kein Mandat mehr erringen. Grund dafür war das massive Erstarken der 1933 gegründeten Sudetendeutschen Heimatfront von Konrad Henlein. Bis zum Untergang der Tschechoslowakei als Staat in den Jahren 1938/39 spielte die DNP keine wesentliche Rolle mehr.
Die DNP gab als Parteiorgane das Nordböhmische Tagblatt (Teschen, seit 1921), den Volksruf (Wochenzeitung, seit 1923) und die Brüxer Volkszeitung heraus.

## Personen
| Wahlperiode | Abgeordneter        | Kammer           | Anmerkung |
| ----------- | ------------------- | ---------------- | --- |
| 1920–1925   | Alois Baeran        | Abgeordnetenhaus | Mandatsaberkennung am 23. Juni 1923 (Nachrücker: Alois Stenzl (DGWP))                                                                |
| 1920–1925   | Heinrich Brunar     | Abgeordnetenhaus | |
| 1920–1925   | Edwin Feyerfeil     | Abgeordnetenhaus | |
| 1920–1925   | Othmar Kallina      | Abgeordnetenhaus | |
| 1920–1925   | Josef Keibel        | Abgeordnetenhaus | |
| 1920–1925   | Vinzenz Kraus       | Abgeordnetenhaus | |
| 1920–1925   | Wenzel Lehnert      | Abgeordnetenhaus | |
| 1920–1925   | Rudolf Lodgman      | Abgeordnetenhaus | Fraktionsvorsitzender |
| 1920–1925   | Franz Matzner       | Abgeordnetenhaus | |
| 1920–1925   | Wilhelm Medinger    | Abgeordnetenhaus | 11. Januar 1923: Fraktionsaustritt                                                                                                   |
| 1920–1925   | Emmerich Radda      | Abgeordnetenhaus | |
| 1920–1925   | Ernst Schollich     | Abgeordnetenhaus | |
| 1920–1925   | Karl Friedrich      | Senat            | |
| 1920–1925   | Hans Hartl          | Senat            | |
| 1920–1925   | Emma Herzig         | Senat            | |
| 1920–1925   | Robert Meißner      | Senat            | |
| 1920–1925   | August Naegle       | Senat            | Fraktionsvorsitzender |
| 1920–1925   | Gustav Oberleithner | Senat            | |
| 1920–1925   | Carl Eugen Schmidt  | Senat            | gewählt über CSLP, Hospitant in der DNP                                                                                              |
| 1925–1929   | Otto Horpynka       | Abgeordnetenhaus | |
| 1925–1929   | Othmar Kallina      | Abgeordnetenhaus | |
| 1925–1929   | Josef Keibel        | Abgeordnetenhaus | Fraktionsvorsitzender bis 1927 und ab 1928                                                                                           |
| 1925–1929   | August Koberg       | Abgeordnetenhaus | |
| 1925–1929   | Vinzenz Kraus       | Abgeordnetenhaus | 25. März 1926 verstorben (Nachrücker: Alfred Rosche)                                                                                 |
| 1925–1929   | Wenzel Lehnert      | Abgeordnetenhaus | |
| 1925–1929   | Franz Matzner       | Abgeordnetenhaus | |
| 1925–1929   | Ernst Schollich     | Abgeordnetenhaus | |
| 1925–1929   | Hieronymus Siegel   | Abgeordnetenhaus | |
| 1925–1929   | Josefine Weber      | Abgeordnetenhaus | |
| 1925–1929   | Alfred Rosche       | Abgeordnetenhaus | ab 6. Mai 1926 für Vinzenz Kraus / Mandatsverzicht am 10. Juli 1928 (Nachrücker: Rudolf Schneider) / Fraktionsvorsitzender 1927–1928 |
| 1925–1929   | Rudolf Schneider    | Abgeordnetenhaus | ab 13. September 1928 für Alfred Rosche                                                                                              |
| 1925–1929   | Heinrich Brunar     | Senat            | Fraktionsvorsitzender |
| 1925–1929   | Karl Friedrich      | Senat            | |
| 1925–1929   | Hans Hartl          | Senat            | |
| 1925–1929   | Robert Hüttner      | Senat            | |
| 1925–1929   | Gustav Oberleithner | Senat            | |
| 1929–1935   | Georg Hanreich      | Abgeordnetenhaus | SdLB, Austritt aus der Fraktion am 6. Oktober 1933                                                                                   |
| 1929–1935   | Friedrich Hassold   | Abgeordnetenhaus | |
| 1929–1935   | Otto Horpynka       | Abgeordnetenhaus | |
| 1929–1935   | Othmar Kallina      | Abgeordnetenhaus | |
| 1929–1935   | Josef Keibl         | Abgeordnetenhaus | Austritt aus der Fraktion am 10. Oktober 1933                                                                                        |
| 1929–1935   | Franz Matzner       | Abgeordnetenhaus | |
| 1929–1935   | Ernst Schollich     | Abgeordnetenhaus | Fraktionsvorsitzender |

Ab dem 5. November 1933 bildeten die fünf verbliebenen Abgeordneten die Fraktion Klub der Deutschvölkischen Abgeordneten.